# Ahmed Abdallah Sambi
Ahmed Abdallah Mohamed Sambi (ur. 5 czerwca 1958 w Mutsamudu, Anjouan) – komoryjski polityk, prezydent Komorów od 26 maja 2006 do 26 maja 2011.

## Edukacja i życie prywatne
Ahmed Abdallah Sambi urodził się w 1958 na wyspie Anjouan. Uczęszczał do szkoły koranicznej oraz szkoły podstawowej i średniej w rodzinnym mieście Matsamudu. Następnie wyjechał na studia koraniczne do Arabii Saudyjskiej i Sudanu. Na koniec kształcił się w prestiżowej szkole Hawzat Al Qaaim w Iranie. Studiom w tym państwie i zamiłowaniu do noszenia turbanu zawdzięcza swój przydomek „Ajatollah”.
W 1980 powrócił na Komory, gdzie rozpoczął działalność religijną i edukacyjną. Kilkakrotnie wyjeżdżał zagranicę, udzielając wykładów w miejscowych meczetach. W 1982 wyjechał na Madagaskar, w 1984 na Mauritius, w 1987 do Egiptu, w 1989 ponownie na Mauritius.
W 1986 założył szkołę islamską (medresę) dla dziewcząt. Jednakże z nakazu władz została ona zamknięta, a Sambi został aresztowany na 21 dni. W latach 1987–1989 władze odebrały mu paszport, zakazując opuszczania kraju. W 1988 poślubił Hadjirę Djoudi, z którą ma siedmioro dzieci.

## Kariera polityczna
W latach 90. zaangażował się w działalność polityczną. W wyborach prezydenckich w 1990 wspierał kandydaturę Mohamedem Takim Abdoulkarima, który jednakże przegrał z Saidem Mohamedem Djoharem. Założył wówczas własną partię Front Narodowy Sprawiedliwości (Front National pour la Justice, FNJ), a także radio oraz telewizję „Ulezi” (Edukacja). W 1994 wyjechał udzielać wykładów do Francji. Po powrocie protestował przeciwko nawiązaniu przez Komory stosunków dyplomatycznych z Izraelem, za co został później aresztowany.
W wyborach prezydenckich w 1996 ponownie wsparł kandydaturę Mohameda Takiego Abdoulkarima, który tym razem zwyciężył. W tym samym roku objął mandat deputowanego do Zgromadzenia Narodowego, w którym objął także funkcję przewodniczącego Komisji Legislacyjnej. Po ogłoszeniu przez wyspę Anjouan secesji w 1997 sprzeciwił się rządowym planom wysłania na wyspę sił zbrojnych w celu stłumienia rebelii. Zrezygnował z mandatu deputowanego, a w grudniu 1998 wyjechał na Madagaskar.
Do kraju powrócił w marcu 2000. Rozpoczął wówczas prywatną działalność gospodarczą i założył w Matsamudu sklep z materacami „The House of Mattresses”, nad którym sam zamieszkał. W 2003 założył przedsiębiorstwo produkujące perfumy i wodę kolońską, a rok później rozlewnię butelkowanej wody.

## Prezydentura

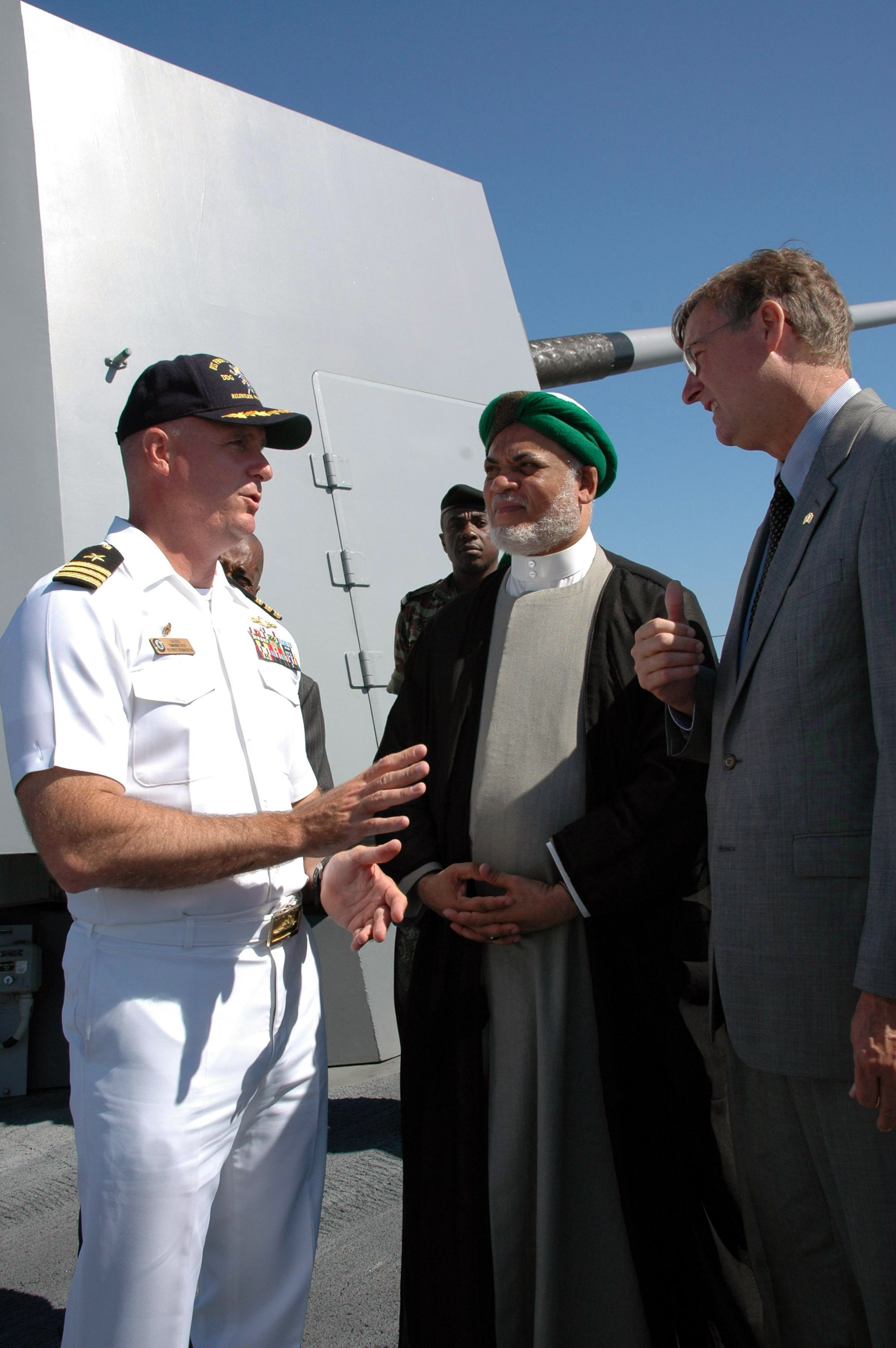
Prezydent Sambi, 2007

W maju 2005 zapowiedział zamiar startu w wyborach prezydenckich jako kandydat niezależny. W 2006 prezydentura przypadała wyspie Anjouan. W czasie kampanii wyborczej zapowiadał walkę z korupcją, tworzenie nowych miejsc pracy i budowę nowych mieszkań. Deklarował również sprzeciw wobec przekształcenia Komorów w państwo islamskie. W pierwszej turze wyborów 16 kwietnia 2006 uzyskał najlepszy rezultat spośród wszystkich trzynastu kandydatów, zdobywając 23,7% głosów. W drugiej turze wyborów 14 maja 2006 uzyskał zdecydowane zwycięstwo z wynikiem 58% głosów, pokonując dwóch rywali: znanego polityka Ibrahima Halidi (28%) oraz byłego oficera francuskich sił zbrojnych Mohameda Djaanfariego (14%). 26 maja 2006 objął stanowisko prezydenta Komorów, zastępując prezydenta Azalego Assoumaniego. Dwa dni później mianował swój rząd, w którym stanowisko wiceprezydentów objęli Ikililou Dhoinine oraz Idi Nadhoim.
W marcu 2008 wojska rządowe i siły Unii Afrykańskiej dokonały inwazji na Anjouan w celu zmuszenia nieuznawanego prezydenta wyspy do rezygnacji z urzędu. W grudniu 2009 partia prezydenta Sambiego wygrała wybory parlamentarne.
W maju 2009 z inicjatywy prezydenta Sambiego w kraju odbyło się referendum konstytucyjne, w wyniku którego wprowadzone zostały zmiany do ustawy zasadniczej, wydłużające o 18 miesięcy kadencję prezydenta (do listopada 2011). Prezydent argumentował zmianę potrzebą harmonizacji daty wyborów prezydenckich oraz wyborów gubernatorów trzech wysp. Jednak w maju 2010 zmiany w konstytucji unieważnił Sąd Konstytucyjny, który orzekł, że kadencja Sambiego dobiegła końca 26 maja 2010. Dopuścił przy tym pełnienie przez niego urzędu szefa państwa, przy ograniczonych kompetencjach, do czasu wyboru następcy. Wybory prezydenckie zostały wyznaczone na listopad i grudzień 2010. Zwyciężył w nich Ikililou Dhoinine, który objął urząd 26 maja 2011.